# کنفرانس ۱۹۹۱ مادرید
کنفرانس ۱۹۹۱ مادرید، یک کنفرانس صلح بود که از ۳۰ اکتبر تا ۱ نوامبر ۱۹۹۱ در مادرید به میزبانی اسپانیا و با حمایت مشترک ایالات متحده آمریکا و اتحاد جماهیر شوروی برگزار شد. این تلاشی از سوی جامعه بین‌المللی برای احیای فرایند صلح اسرائیل و فلسطین از طریق مذاکرات، با مشارکت اسرائیل و فلسطینی‌ها و همچنین کشورهای عربی از جمله اردن، لبنان و سوریه بود.

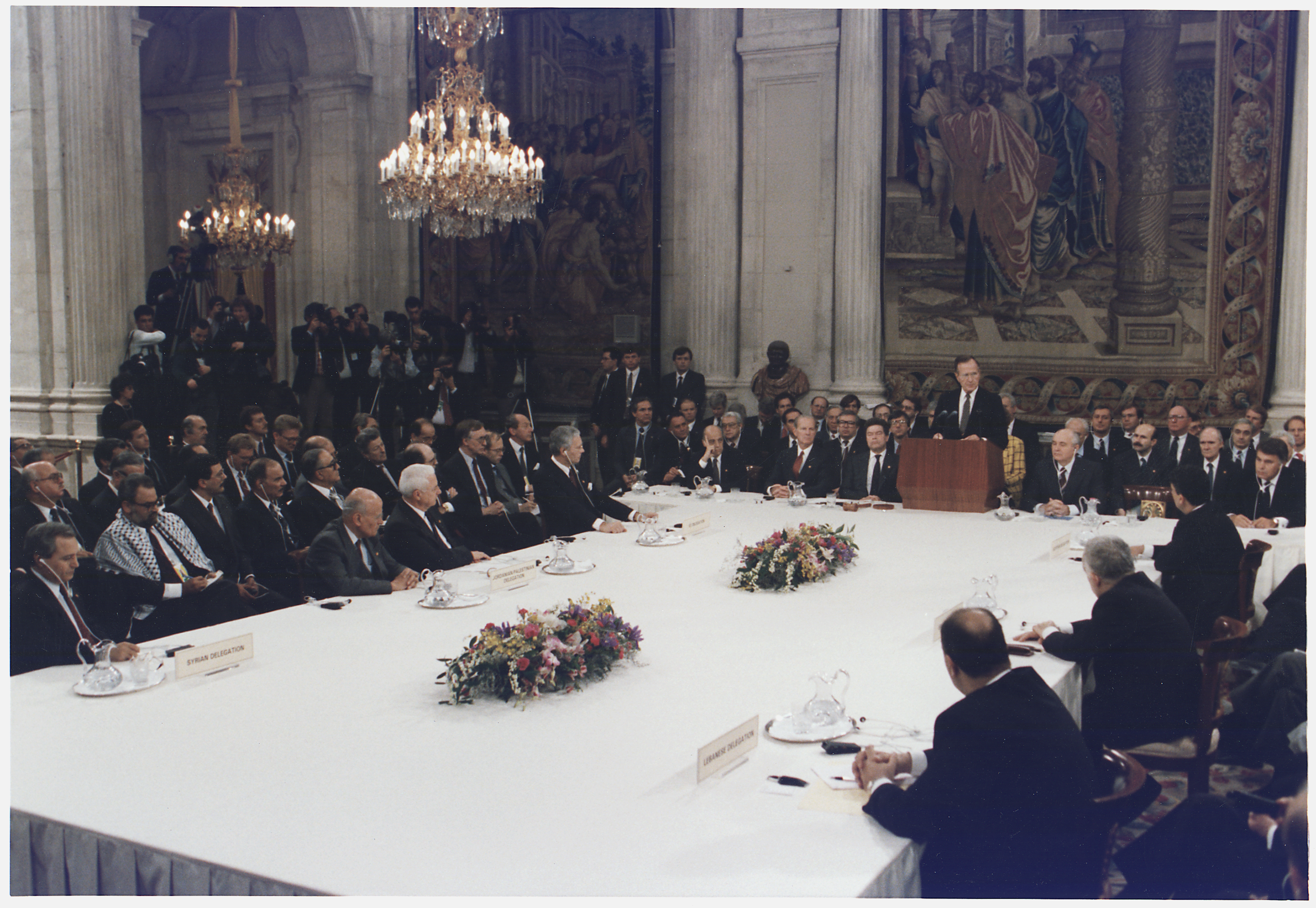
رئیس جمهور جورج اچ دبلیو بوش در کنفرانس صلح خاورمیانه در کاخ سلطنتی در مادرید اسپانیا سخنرانی می کند.

در ۳ نوامبر، کنفرانس، با مذاکرات دوجانبه بین اسرائیل و با برگزاری توسط هیئت مشترک اردن-فلسطین، لبنان و سوریه دنبال شد. دیدارهای دوجانبه بعدی از ۹ دسامبر ۱۹۹۱ در واشنیگتن برگزار شد. در ۲۸ ژانویه ۱۹۹۲، مذاکرات چندجانبه در مورد همکاری‌های منطقه‌ای با حضور اسرائیل، هیئت اردن- فلسطین و جامعه بین‌المللی، اما بدون لبنان و سوریه، در مسکو آغاز شد.

## تأثیرات کنفرانس صلح مادرید
مذاکره‌های دوجانبه اسرائیل و فلسطین، در نهایت به تبادل‌نامه و سپس امضای پیمان اسلو یکم در زمین چمن کاخ سفید در ۱۳ سپتامبر ۱۹۹۳ انجامید. مذاکرات اسرائیل و اردن که از کنفرانس مادرید سرچشمه گرفت، منجر به یک معاهده صلح در سال ۱۹۹۴ شد. مذاکرات اسرائیل و سوریه، شامل مجموعه‌ای از نشست‌های بعدی بود که بر اساس برخی گزارش‌ها بسیار نزدیک به صلح بود، اما در نهایت، به پیمان صلح، منجر نشد.